# Mombasinia superba
Mombasinia superba är en insektsart som beskrevs av De Lotto 1964. Mombasinia superba ingår i släktet Mombasinia och familjen ullsköldlöss. Inga underarter finns listade i Catalogue of Life.